# İngiloy Kötüklü
İngiloy Kötüklü är en ort i Azerbajdzjan.   Den ligger i distriktet Qax Rayonu, i den nordvästra delen av landet, 270 km väster om huvudstaden Baku. İngiloy Kötüklü ligger 260 meter över havet och antalet invånare är 721.
Terrängen runt İngiloy Kötüklü är platt åt sydväst, men åt nordost är den kuperad. Närmaste större samhälle är Qax, 10,4 km nordost om İngiloy Kötüklü.
Trakten runt İngiloy Kötüklü består till största delen av jordbruksmark. Runt İngiloy Kötüklü är det ganska glesbefolkat, med 38 invånare per kvadratkilometer.